# Georges Johin
Georges Édouard Johin (Parijs, 31 juli 1877 - Tessancourt-sur-Aubette, 6 december 1955) was een Frans Croquetspeler. 
Johin won samen met zijn landgenoot Gaston Aumoitte de gouden medaille in het dubbelspel bij het onderdeel croquet, dit was niet heel verwonderlijk omdat zij de enige deelnemers waren.
Individueel won Johin de zilveren medaille op het onderdeel enkelspel met één bal.

## Erelijst
- 1900 –  Olympische Spelen in Parijs enkelspel één bal
- 1900 –  Olympische Spelen in Parijs dubbelspel